# تلخة دان بزرغ أمير أباد (دشت روم)
تلخة دان بزرغ أمیر أباد (بالفارسية: تلخه دان بزرگ امیرآباد) هي قرية تقع في إيران في قسم دشت روم الريفي. يقدر عدد سكانها بـ 394 نسمة بحسب إحصاء 2016.